# Mailamaiara
× Mailamaiara, (abreviado Mai) en el comercio, es un híbrido intergenérico entre los géneros de orquídeas Cattleya × Diacrium × Laelia × Schomburgkia. Fue publicado en Orchid Rev. 94(1109, cppo): 8 (1986).